# Петр Шенкержик
Петр Шенкержик (чеськ. Petr Šenkeřík; 13 березня 1991, м. Злін, Чехія) — чеський хокеїст, захисник. Виступає за «Орли Зноймо» (АХЛ).
Вихованець хокейної школи ХК «Злін». Виступав за ХК «Всетін», «Кутенай Айс» (ЗХЛ), «Принс-Джордж Кугарс» (ЗХЛ), «Комета» (Брно), ХК «Гавлічкув-Брод», «Беркут» (Київ).
В чемпіонатах Чехії — 6 матчів (0+0).
У складі молодіжної збірної Чехії учасник чемпіонату світу 2011.
Досягнення
- Бронзовий призер чемпіонату України (2012).